# Tình một đêm
Tình một đêm là một cuộc tình (quan hệ tình dục) diễn ra một lần duy nhất, trong đó người tham gia không có ý định nảy sinh bất cứ một mối quan hệ nào khác với nhau.

## Đặc điểm

### Về nguyên nhân
Tình một đêm có thể xuất phát từ những cảm xúc chỉ đến một lần trong đời và thường những cảm xúc như vậy chỉ thăng hoa vào thời điểm đó, có thể là vô tình, cũng có thể là tự lựa chọn. Có khi sau này, nếu vô tình gặp lại, người phụ nữ, hoặc đàn ông sau một lần ái ân đó, chưa chắc đã cảm thấy hứng thú hoặc từ giây phút nhất thời, không kiểm soát được do rượu, bia. Một tỷ lệ cao những người đã tham gia vào một tình một đêm đã hối tiếc và theo các cuộc điều tra phụ nữ hối tiếc nhiều hơn nam giới.
Về mặt xã hội, hiện tượng tình một đêm nảy sinh một phần do những người theo trào lưu này thường có nhu cầu tình dục tương đối cao. Họ khó tìm thấy sự thỏa mãn ở đối tác nên nhanh chán, mất đi hứng thú tình dục với người cũ. Khi không còn hứng thú nữa, họ nuông chiều bản năng bằng cách tìm giây phút lãng mạn mới. Cộng thêm nhịp sống bận rộn khiến khó sắp xếp được cuộc gặp như ý với người cũ, đang sẵn nỗi thèm khát lại gặp đối tượng tiềm năng mới thì tình một đêm diễn ra là điều dễ giải thích.
Về mặt tâm lý, tình một đêm là một trong những biểu hiện rối loạn cảm xúc, rối loạn nhân cách sau sang chấn tinh thần. Những cô gái mới lớn bị lừa gạt phản bội trong tình yêu sinh ra hận đời, hận đàn ông, coi rẻ giá trị bản thân. Họ lao vào tình một đêm để khỏa lấp nỗi đau, để tìm kiếm bù đắp cho mất mát quá lớn đè nặng lên tâm trí. Một số phụ nữ bị chồng phản bội, ly hôn cũng trải qua giai đoạn rối loạn này.
Một lần quan hệ tình dục không nhất thiết phải là tình một đêm (tức là một cuộc gặp gỡ trong một mối quan hệ có quan hệ tình dục), tình một đêm là không có kỳ vọng hay ý định rằng mối quan hệ sẽ được mở rộng hơn ban đầu cuộc gặp gỡ và ái ân này. Một tình một đêm cũng là khác biệt với tệ nạn mại dâm, vì nó diễn ra mà không liên quan đến tiền bạc cũng như lợi ích vật chất khác và từ một mối quan hệ bình thường, có thể ban đầu không liên quan đến tình dục.

### Về tâm lý hai phía
Về tâm lý chung, khi chấp nhận "tình một đêm", cả người đàn ông và phụ nữ đều tự nguyện. Tuy nhiên, đối với những người đàn ông, chuyện "tình một đêm" với một cô gái nào đó giống như là cách để giải tỏa stress, còn với phụ nữ thì ngược lại, họ vẫn luôn mong chờ một mối quan hệ bền và có tương lai hơn sau "đêm" đó. Đàn ông khi lựa chọn đối tác cho tình một đêm hầu như đều không có yêu cầu quá cao, họ thường hạ thấp tiêu chuẩn của mình xuống. Vì vậy, hầu như những lời khen ngợi cũng như sự đam mê của họ đều không đáng tin tưởng.  
Trong khi đó, phụ nữ thì ngược lại. Dù chỉ là yêu trong chốc lát, họ vẫn có những tiêu chuẩn và lựa chọn. Đa số những người phụ nữ thuộc kiểu này thường tin và tỏ ra rất thích thú khi nhận được những lời khen ngợi.
Với đàn ông, chuyện tán tỉnh một cô gái với mục đích nhanh chóng "hạ gục" đối phương và đưa cô ấy lên giường có thể coi là một thành tích. Sở thích của phái mạnh là chinh phục, vì vậy, họ có thể say đắm trong đêm đó nhưng sáng ngày hôm sau thì lại chẳng mấy suy nghĩ về việc mình đã làm. Phụ nữ nếu gặp được người đàn ông có suy nghĩ muốn "tình một đêm", có thể họ cũng sẵn sàng đáp ứng. Tuy nhiên, ngay sau đó họ lại cảm thấy dằn vặt, sợ bị coi thường và sợ bị đánh giá.
Phần lớn đàn ông sau khi trải qua tình một đêm đều có cảm giác thỏa mãn, phấn khích và hài lòng. Còn phụ nữ thì đa phần cảm thấy cô đơn và trống rỗng. Họ không mấy khi coi tình một đêm là sự khởi đầu cho một mối quan hệ lâu dài nhưng lại rất hy vọng điều đó trở thành hiện thực. Vẫn có những cuộc tình một đêm đáng nhớ và trở thành một phần của ký ức hay sự trải nghiệm cuộc sống đầy màu sắc. Thông thường, khi không yêu nhau hoặc mối quan hệ này làm ảnh hưởng đến cuộc sống gia đình riêng tư thì cả hai đều nhận thấy không nên tiếp tục.

### Một số nghiên cứu
Một nghiên cứu ở Mỹ cho thấy chuyện tình một đêm đôi khi lại là cơ hội giúp mọi người tìm được nửa còn lại của mình. Kết quả chỉ ra 44% nữ giới ở Mỹ đã kết hôn với người bạn từng có tình một đêm, tỷ lệ này ở nam giới là 25%. Tương tự, 30% nữ và 43% nam tổ chức đám cưới với một người lạ hoặc người quen từng có một đêm ân ái. Có trường hợp qua cuộc tình này, người phụ nữ đã có những quyết định trong đời.
Một nghiên cứu khác tập trung vào 1743 đối tượng nam nữ, những người từng có quan hệ "tình một đêm" để thăm dò cảm giác của họ sau một đêm phiêu lưu. Trái với 80% nam giới bày tỏ thái độ thích thú, chỉ 54% phụ nữ vui vẻ với trải nghiệm của mình. Các ý kiến còn lại thừa nhận rằng "tình một đêm" không thỏa mãn về mặt giới tính như họ nghĩ ban đầu và họ sẽ không lặp lại kiểu yêu đương đó nữa. Nguyên nhân lớn nhất vẫn là phụ nữ cảm thấy sau cuộc mây mưa mình không được tôn trọng. Họ lo sợ đối tác sẽ đem chuyện đó ra để "ba hoa", kể cho người khác hoặc nghĩ rằng "cô ta có thể lên giường với bất kỳ ai". Cũng theo nghiên cứu, phụ nữ không coi tình một đêm là cầu nối cho một mối quan hệ lâu dài. Đa số cảm thấy họ đã tự hạ thấp bản thân khi qua đêm với một người đàn ông xa lạ. Sau tình một đêm, đa số phụ nữ cảm thấy mình đã bị lợi dụng, lo sợ mang tiếng xấu và thất vọng vì cuộc tình chớp nhoáng đó không diễn ra như mong đợi.
Theo các chuyên gia, tình một đêm thường tàn nhẫn với chính người trong cuộc, nhưng người ta lại thường không nhận thấy hết những hậu quả về vấn đề này cho tới khi nó xảy ra. Tình một đêm không thể giúp con người tự tin hơn khi yêu, không giúp họ giải toả sự cô đơn trong tâm hồn. Hậu quả là những tổn thương về tâm lý ngày càng trầm trọng mà nhiều người không đủ khả năng để nhận ra: đó là sự mục ruỗng niềm tin vào tình yêu và hôn nhân. Ngoài ra, họ còn bị tăng nguy cơ nhiễm các bệnh lây truyền qua đường tình dục từ những cuộc tình một đêm. Đối với phụ nữ, các chuyên gia cho rằng để có một đời sống nội tâm thanh thản và hạnh phúc thì không nên để mình bị động rơi vào tình một đêm, bởi lẽ phụ nữ đa phần là những cá thể yếu đuối trong tình cảm. Càng có nhiều bạn tình, cảm xúc có nguy cơ bị chai sạn, ảnh hưởng trực tiếp tới chất lượng tình dục. Không lựa chọn đối tác kỹ lưỡng, phụ nữ có thể mất cảm giác, hay trở thành vô cảm.

## Ở Việt Nam
Ở Việt Nam, hiện tượng này là một thực tế, có thể bị xã hội lên án, tình một đêm đang lan dần vào đời sống của một lớp người tự cho mình là "hiện đại" và cố sống theo "văn hóa phương Tây" thậm chí, hai bên đều có nhu cầu và thỏa thuận xong là xong, không gặp lại nhau nữa, không làm phiền cuộc sống của nhau (gọi là người tình hẹn giờ). Đây là hiện tượng xảy ra để thỏa mãn bản năng, đồng thời cũng là cách tìm được cảm giác mới lạ.
Một điều nên cảnh báo là hậu quả từ những cuộc tình một đêm. Có khá nhiều cô gái mắc bệnh từ chuyện "một đêm" này gây hậu quả rất lớn. Rất nhiều người bị nhiễm HIV mà nguyên nhân chủ yếu là qua tình một đêm, đơn giản vì họ không biết gì về đối tác của mình. Thậm chí kết quả cuộc tình có thể để lại những hậu quả ngang trái cả về thể xác lẫn tâm lý. Một số ý kiến cho rằng tình một đêm hoàn toàn không thể giúp con người tự tin hơn khi yêu. Sự mục rỗng về niềm tin hay niềm tin bị gặm nhấm là điều tệ hại nhất trong hậu quả của "tình một đêm" mà không ai khác, chính những người trong cuộc phải gánh chịu, có khi ám ảnh suốt cả phần đời còn lại của mình.